# Igavere (Tartu)
Igavere est un village de la Commune rurale de Tartu du comté de Tartu en Estonie.
Au 31 décembre 2011, il compte 276 habitants.